# Suck It and See
Suck It and See é o quarto álbum de estúdio da banda inglesa Arctic Monkeys, lançado em 6 de junho de 2011 no Reino Unido e em 7 de junho nos Estados Unidos, seguido pela turnê norte-americana de 2011. A banda trabalhou com o produtor James Ford neste álbum, prometendo um estilo mais vintage. O videoclipe de "Brick by Brick" foi lançado pouco antes de alguns detalhes sobre o álbum serem revelados em 10 de março. Entretanto, o baterista, Matt Helders, confirmou que "Brick by Brick" não seria o primeiro single. No dia 19 de março, em uma entrevista para a NME, Helders revelou que Suck It And See teria "algumas músicas mais agitadas do que as do Humbug."
Foi revelado em 30 de março que três mil cópias de vinil de "Don't Sit Down 'Cause I've Moved Your Chair" seriam distribuídas pela banda como parte do Record Store Day no dia 16 de Abril. No dia seguinte foi confirmado no site oficial da banda que a canção seria o primeiro single do álbum e que estariam disponíveis os B-sides "Blond O-Sonic Shimmer Trap" e "I.D.S.T" a partir do dia 30 de maio.
A banda escolheu o título "Suck It And See" depois de discutirem sobre outros títulos como "The Rain-Shaped Shimmer Trap", "The Thunder-Suckle Fuzz Canyon", "The Blond O-Sonic Rape Alarm" e "Thriller", de acordo com a NME. A faixa "Piledriver Waltz" foi lançada antes no EP de Alex Turner, "Submarine", que foi creditada a Turner como artista solo. Foi confirmada que Suck It And See teria uma versão regravada com toda a banda.

## Censura
Nos Estados Unidos, o título foi coberto com uma etiqueta em alguns supermercados. Em entrevista com a rádio britânica XFM, o vocalista Alex Turner disse "Eles acham que é rude, desrespeitoso e estão colocando um adesivo sobre ele na América em algumas lojas, das grandes." Matt Helders explicou que "Suck It And See" (literalmente "chupe e veja") não possui nenhuma conotação sexual na Inglaterra; trata-se de uma expressão britânica que significa "tentar algo novo". Embora tenha previsto que o termo pudesse ser mal interpretado em outras regiões do mundo, a banda optou por manter o título.

## Faixas
Todas as letras escritas por Alex Turner, todas as músicas compostas por Arctic Monkeys.
| N.º            | Título                                        | Duração |  |
| 1.             | "She's Thunderstorms"                         | 3:55    |  |
| 2.             | "Black Treacle"                               | 3:35    |  |
| 3.             | "Brick by Brick"                              | 2:59    |  |
| 4.             | "The Hellcat Spangled Shalalala"              | 3:00    |  |
| 5.             | "Don't Sit Down 'Cause I've Moved Your Chair" | 3:04    |  |
| 6.             | "Library Pictures"                            | 2:22    |  |
| 7.             | "All My Own Stunts"                           | 3:52    |  |
| 8.             | "Reckless Serenade"                           | 2:43    |  |
| 9.             | "Piledriver Waltz"                            | 3:24    |  |
| 10.            | "Love Is a Laserquest"                        | 3:12    |  |
| 11.            | "Suck It and See"                             | 3:46    |  |
| 12.            | "That's Where You're Wrong"                   | 4:17    |  |
| Duração total: | Duração total:                                | 40:09   |  |

| Faixa bônus da edição japonesa |                                  |         |  |
| N.º                            | Título                           | Duração |  |
| 13.                            | "The Blond-O-Sonic Shimmer Trap" | 3:28    |  |

## Paradas musicais
| Paradas (2011)                            | Melhor posição |
| ----------------------------------------- | -------------- |
| Alemanha (Media Control Charts)           | 4              |
| Austrália (ARIA)                          | 4              |
| Áustria (Ö3 Austria Top 40)               | 12             |
| Bélgica (Ultratop)                        | 1              |
| Canadá (Canadian Albums Chart)            | 3              |
| Dinamarca (Hitlisten)                     | 2              |
| Espanha (PROMUSICAE)                      | 3              |
| Finlândia (Suomen virallinen lista)       | 34             |
| França (SNEP)                             | 7              |
| Grécia (IFPI)                             | 38             |
| Irlanda (IRMA)                            | 3              |
| Itália (FIMI)                             | 7              |
| Japão (Oricon)                            | 12             |
| México (AMPROFON)                         | 27             |
| Nova Zelândia (Recorded Music NZ)         | 1              |
| Noruega (VG-lista)                        | 4              |
| Países Baixos (MegaCharts)                | 2              |
| Portugal (AFP)                            | 7              |
| Suíça (Schweizer Hitparade)               | 8              |
| Reino Unido (The Official Charts Company) | 1              |
| Estados Unidos (Top Independent Albums)   | 4              |
| Estados Unidos (Alternative Albums)       | 5              |
| Estados Unidos (Top Rock Albums)          | 6              |
| Estados Unidos (Billboard 200)            | 14             |